# Down with the King (Film)
Down with the King ist ein Filmdrama von Diego Ongaro, das erstmals im Sommer 2021 in Cannes und beim Festival des amerikanischen Films in Deauville vorgestellt und Ende Juni 2022 in das digitale Programm von Sony aufgenommen wurde.

## Handlung
Eigentlich hat Mercury Maxwell alles erreicht, was er immer wollte. Als erfolgreicher Rapper hat er eine Goldene Schallplatte eingeheimst und massenhaft Follower in den Sozialen Medien. Weil ihm irgendwie die Ideen für neue Liedtexte und auch der Rhythmus abhandengekommen sind, hat er sich auf eine Farm in Massachusetts zurückgezogen, wo er wartet, von der Muse geküsst zu werden. Sein Gastgeber dort, der Farmer Bob, lässt ihn die Kühe und Schweine füttern.

## Produktion
Regie führte Diego Ongaro, der gemeinsam mit Xabi Molia auch das Drehbuch schrieb. Der in Frankreich geborene und in den USA lebende Ongaro hat einen Abschluss in Wirtschaftswissenschaften und arbeitete als Regisseur für Fernsehsendungen und Musikvideos. Im Jahr 2005 drehte und produzierte er gemeinsam mit seinem Jugendfreund Thomas Pousson den Kurzfilm Me, My Bag and My Ball, der zahlreiche internationale Preise gewann, darunter den Canal Plus Prize des Clermont. Sein Spielfilmdebüt Bob and the Trees, für den er seinem gleichnamigen Kurzfilm adaptierte, wurde 2015 beim Sundance Filmfestival uraufgeführt und gewann den Hauptpreis beim Karlovy Vary Film Festival. Bei den Independent Spirit Awards 2016 wurde er für den Someone to Watch Award nominiert. Down with the King ist sein zweiter Langfilm.

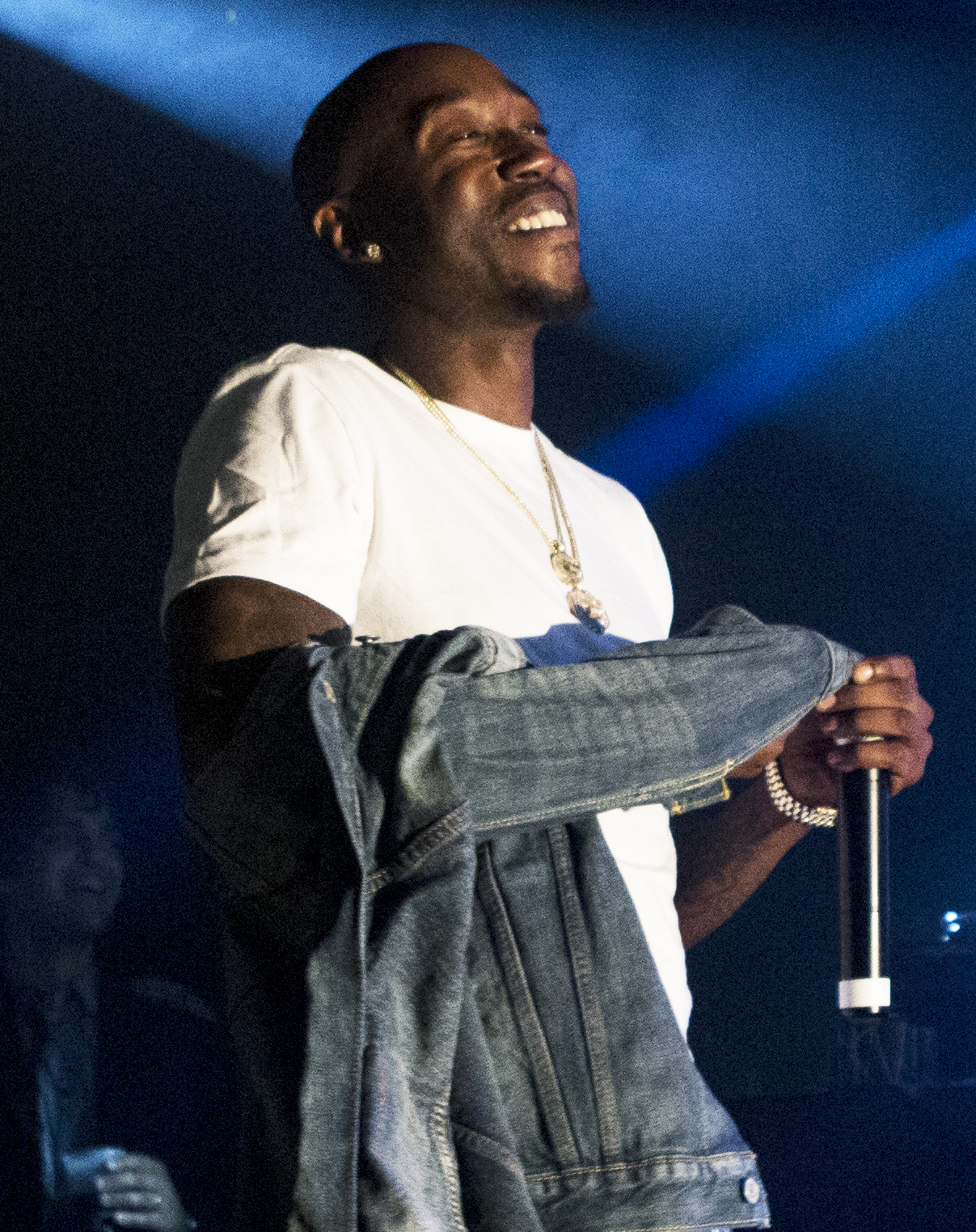
Freddie Gibbs spielt Mercury Maxwell

Der für einen Grammy nominierte Rapper Freddie Gibbs spielt in der Hauptrolle Mercury Maxwell.
Im Juli 2021 wurde der Film bei den Filmfestspielen in Cannes in der ACID-Sektion gezeigt. Anfang September 2021 wurde er beim Festival des amerikanischen Films in Deauville im Hauptwettbewerb vorgestellt. Im Oktober 2021 wurde er beim Austin Film Festival gezeigt und im März 2022 beim Luxembourg City Film Festival. Anfang April 2022 wurde er beim Sarasota Film Festival vorgestellt. Ab Mitte Juni 2022 wurde er beim American Black Film Festival gezeigt. Am 28. Juni 2022 nahm Sony den Film in sein digitales Angebot auf.

## Auszeichnungen
American Film Festival 2021
- Nominierung im Spectrum Competition[11]

Artios Awards 2023
- Nominierung in der Kategorie „Micro-Budget – Komödie oder Filmdrama“ (Scotty Anderson & Harrison Nesbit)[12]

Austin Film Festival 2021
- Auszeichnung mit dem Spotlight Award[13]

Festival des amerikanischen Films 2021
- Nominierung im Hauptwettbewerb (Diego Ongaro)
- Auszeichnung mit dem Grand Prix[14]